# Black Symphony
Black Symphony es un álbum en vivo y DVD de la banda de metal sinfónico neerlandesa Within Temptation. Fue puesto a la venta en todo el mundo el 22 de septiembre de 2008 y está disponible en 2 discos DVD, 2 discos CD y Blu-ray.

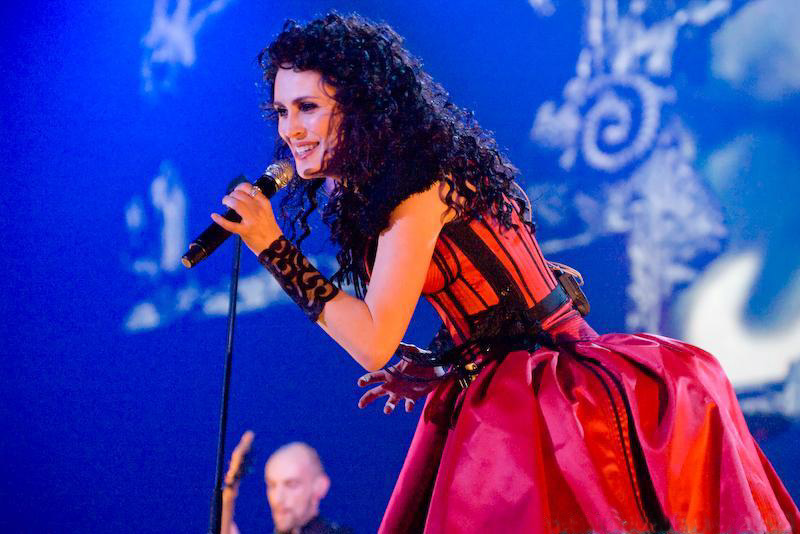
En vivo en Róterdam.

## Descripción
Este concierto tiene características especiales ya que la banda está acompañada por la Metropole Orchestra, el Coro Pa'dam, e invitados especiales, entre ellos George Oosthoek (ex-Orphanage), Anneke van Giersbergen de Agua de Annique y Mina Caputo de Life of Agony. Fue filmado por 14 cámaras HD el 7 de febrero de 2008 en el Ahoy Arenaen Róterdam.
Es considerado por muchos como una de las mejores presentaciones realizadas por Within Temptation en su carrera, caracterizado por varios cambios de vestuario por parte de Sharon, dos pantallas laterales y una pantalla gigantesca (400 metros cuadrados) en el medio, donde aparecían imágenes relacionadas con las canciones que se interpretaban y por la siempre espectacular voz de Sharon que, desde Jilian hasta Ice Queen, mantuvo cautivado al público del Ahoy Arena, muchos asistentes provenían de diversas partes del mundo y la boletería para asistir a este concierto se agotó desde meses atrás.
Cabe resaltar que Sharon den Adel en el documental revela que hacía unos días estaba enferma de la voz, llegándose a curar hasta después del concierto, razón por la cual al cantar las notas más agudas, su voz suena diferente.

## Contenido
Within Temptation And Metropole Orquesta: Black Symphony. Grabado en vivo en The Ahoy, de Róterdam, los Países Bajos el 7 de febrero de 2008
 DVD 1
"Ouverture"
1. "Jillian (I'd Give My Heart)"
2. "The Howling"
3. "Stand My Ground"
4. "The Cross"
5. "What Have You Done" (with Mina Caputo)
6. "Hand of Sorrow"
7. "The Heart of Everything"
8. "Forgiven"
9. "Somewhere" (with Anneke van Giersbergen)
10. "The Swan Song"
11. "Memories"
12. "Our Solemn Hour"
13. "The Other Half (of Me)" (with George Oosthoek)
14. "Frozen"
15. "The Promise"
16. "Angels"
17. "Mother Earth"
18. "The Truth Beneath the Rose"
19. "Deceiver of Fools"
20. "All I Need"
21. "Ice Queen"

Extras:
Backstage Repotaje:
Entrevistas con la banda, de orquesta Jules Buckley, los miembros de la orquesta, Mina Caputo y varios aficionados fuera de la Ahoy. Presentado por Dennis Weening.
Documental
Documental de 30 minutos con el exclusivo nunca antes visto-metraje. Entrevistas con miembros de la banda en la historia de la banda y en la Sinfónica de Negro. Producido por el NPS, los Países Bajos.
Cuenta Black Symphony
Una breve visión general de todos los acontecimientos del día de la feria, desde cuando la producción empieza en la mañana, hasta el espectáculo de la noche
Videos:
DVD 2:
1. "Intro"
2. "Jillian (I'd Give My Heart)"
3. "The Howling"
4. "The Cross"
5. "Hand of Sorrow"
6. "The Heart Of Everything"
7. "Restless"
8. "Our Solemn Hour"
9. "Mother Earth"
10. "Jane Doe"
11. "The Truth Beneath The Rose"
12. "All I Need"

Videos:
1. What Have You Done" (with Mina Caputo)
2. Frozen
3. The Howling
4. All I Need

Making Of...
1. Frozen
2. The Howling
3. All I Need

Las Impresiones en el Tour:
Una hora de imágenes exclusivas grabadas en la hoja de Within Temptation en los EE. UU. y Canadá, Europa, América del Sur, México, Colombia, Japón y el Reino Unido.
Extras
1. TMF Awards Benelux (What Have You Done and All I Need y en TMF Awards Belgium)
2. The Dutch Pop Award Show (con los miembros masculinos de WT vestirse en la recepción de los vestidos y los Países Bajos más importantes de la música de adjudicación)
3. Photoshoot Erwin Olaf (exclusiva imágenes de Erwin Olaf que trabajan con nosotros en las fotos para The Heart Of Everything)
4. Grabaciones con la Orquesta (filmado durante la grabación de la orquesta de partes para The Heart Of Everything)

Especificaciones:
PAL / NTSC formato.
Contiene Dolby 2.0, 5.1 y DTS 96/24 sonido surround, filmado en alta definición, pantalla ancha. Subtítulos en inglés. Con código de región libre, con un tiempo de ejecución total de 470 minutos, ya que también contiene dos CD de los conciertos Ahoy

## Lista de temas del álbum
Versión Europea y Japonesa:
CD 1:
1. "Ouverture"
2. "Jillian (I'd Give My Heart)"
3. "The Howling"
4. "Stand My Ground"
5. "The Cross"
6. "What Have You Done" (with Mina Caputo)
7. "Hand of Sorrow"
8. "The Heart of Everything"
9. "Forgiven"
10. "Somewhere" (with Anneke van Giersbergen)
11. "The Swan Song"
12. "Memories"

CD 2:
1. "Our Solemn Hour"
2. "The Other Half (of Me)" (with George Oosthoek)
3. "Frozen"
4. "The Promise"
5. "Angels"
6. "Mother Earth"
7. "The Truth Beneath the Rose"
8. "Deceiver of Fools"
9. "All I Need"
10. "Ice Queen"

Versión de Estados Unidos:
1. "Ouverture"
2. "Jillian (I'd Give My Heart)"
3. "The Howling"
4. "Stand My Ground"
5. "The Cross"
6. "What Have You Done" (with Mina Caputo)
7. "Hand of Sorrow"
8. "The Heart of Everything"
9. "Forgiven"
10. "Somewhere" (with Anneke van Giersbergen)
11. "The Swan Song"
12. "Memories"
13. "Our Solemn Hour"
14. "The Other Half (of Me)" (with George Oosthoek)
15. "Frozen"
16. "The Promise"
17. "Angels"
18. "Mother Earth"

Ediciones:
- Europa: 2-CD Digipack/ 2-DVD Digipack/ 2-Disc Blu-Ray
- Europa, UK, Australia: 4-Disc Special Edition Digipack
- USA, Canada: 1-CD+1-DVD Jewelcase
- Japón: 2-CD+1-DVD Digipack
- Venezuela: 1-DVD
- Argentina: 1-DVD

## Miembros
- Sharon den Adel - Voces
- Robert Westerholt - Guitarra
- Rudolf Adrianus Jolie - Guitarra
- Jeroen van Veen - bajo
- Martinus Johannes Everardus Spierenburg - Teclado
- Stephen van Haestregt - Batería

### Metropole Orechestra
- Jules Buckley - conductor
- Henk Schepers - Mánager
- Arlia de Ruiter Concertino,Vera Laporeva,Alida Schat,Sarah Koch,Denis Koenders,Linda Dumessie,Pauline Terlouw,Erica Korthals Altes y David Peijnenborgh. Violin
- Merijn Rombout,Herman van Haaren,Lucja Domski,Wim Kok,Elizabeth Liefkes-Cats,Marianne van den Heuvel y Vera van der Bie Segundo Violin
- Mieke Honingh,Norman Jansen,Julia Jowett,Iris Schut y Isabella Petersen Viola
- Bastiaan van der Werf,Emile Visser,Maarten Jansen,Wim Grin,Annie Tångberg y Jascha Albracht Violonchelo.
- Erik Winkelmann,Arend Liefkes Bajo
- Marc Scholten,Paul van der Feen,Leo Janssen,Jos Beeren y Max Boeree Saxofón
- Roel KosterTrompa
- Jan Oosthof,Jan Hollander,Henk Heijink y Ruud Breuls Trompeta
- Martin van den Berg Trombón Bajo
- Eddy Koopman y Murk Jiskoot Percusión
- Aram Kersbergen Jazz Bajos
- Boudewijn Lucas Guitarras Bajas
- Arno van Nieuwenhuize (pop) y Martijn Vink (jazz) }Batería
- Hans Vroomans y Jasper Soffers Teclado.

## Lista de posiciones

### Álbum
| Gráfica (2008-2009)                 | Pico de posición |
| ----------------------------------- | ---------------- |
| Austria (Ö3 Austria)                | 36               |
| Bélgica (Ultratop flamenca)         | 16               |
| Bélgica (Ultratop valona)           | 13               |
| Países Bajos (Album Top 100)        | 3                |
| Finlandia (Suomen Virallinen Lista) | 32               |
| Francia (SNEP)                      | 77               |
| Alemania (Offizielle Top 100)       | 17               |
| Japón (Oricon)                      | 156              |
| Portugal (AFP)                      | 17               |
| Suiza (Schweizer Hitparade)         | 25               |
| Gráfica (2012)                      | Pico de posición |
| Bélgica (Ultratop flamenca)         | 160              |

### Fin de año
| Gráfica (2008)            | Posición |
| ------------------------- | -------- |
| Dutch Albums (MegaCharts) | 44       |

### DVD
| DVD Chart (2008)             | Pico de posición |
| ---------------------------- | ---------------- |
| Austrian DVD Chart           | 6                |
| Belgian DVD Chart (Flanders) | 2                |
| Belgian DVD Chart (Wallonia) | 8                |
| Dutch DVD Chart              | 4                |
| Finnish DVD Chart            | 2                |
| Hungarian DVD Chart          | 18               |
| Spanish DVD Chart            | 7                |
| Swedish DVD Chart            | 1                |
| Swiss DVD Chart              | 1                |
| Turkish DVD Chart            | 13               |

### Fin de año
| Gráfica(2008)          | Posiciión |
| ---------------------- | --------- |
| Países Bajos DVD Chart | 28        |

## Certificaciones del DVD
| País                | Certificación | Ventas |
| ------------------- | ------------- | ------ |
| Países Bajos (NVPI) | Oro           | 30 000 |